# Xiangzhou (Laibin)
Der Kreis Xiangzhou (chinesisch 象州县, Pinyin Xiàngzhōu Xiàn; Zhuang Siengcouh Yen) ist ein Kreis der bezirksfreien Stadt Laibin im Autonomen Gebiet Guangxi der Zhuang-Nationalität in der Volksrepublik China. Er hat eine Fläche von 1.918 km² und zählt 300.800 Einwohner (Stand: Ende 2018). Sein Hauptort ist die Großgemeinde Xiangzhou (象州镇).

## Administrative Gliederung
Auf Gemeindeebene setzt sich der Kreis aus sieben Großgemeinden und vier Gemeinden zusammen. 